# Cleora argicerauna
Cleora argicerauna là một loài bướm đêm trong họ Geometridae.